# Denning (Arkansas)
Denning é uma cidade  localizada no estado americano de Arkansas, no Condado de Franklin.

## Demografia
Segundo o censo americano de 2000, a sua população era de 270 habitantes.
Em 2006, foi estimada uma população de 281, um aumento de 11 (4.1%).

## Geografia
De acordo com o United States Census Bureau, a localidade tem uma área de 2,9 km², sem área coberta por água.

## Localidades na vizinhança
O diagrama seguinte representa as localidades num raio de 16 km ao redor de Denning.